# 四突鱼虱属
四突鱼虱属（学名：Synestius）为鱼虱科的一个属。

## 下属物种
本属包括以下物种：
- 栉齿四突鱼虱 Synestius caliginus Steenstrup & Lütken, 1861，寄生于华鲳的鳃腔峡部。